# Avencast: Rise of the Mage
Avencast: Rise of the Mage (рус. Avencast: Рождение мага, русская версия — Avencast: Ученик чародея) — компьютерная игра для Windows в жанрах RPG и Action, разработанная австрийской компанией ClockStone Software и изданная Lighthouse Interactive по всему миру, кроме России. Игра также сочетает в себе элементы жанров beat ’em up (в игре необходимо вычищать локации от врагов и боссов, используя сочетания клавиш клавиатуры и кнопок мыши), квеста (некоторые задания предусматривают поиск и взаимодействие ключевых предметов) и головоломки.
Боевая и магическая системы Avencast включают более 50 заклинаний и около 150 уникальных предметов, которых можно найти или купить в мире игры.

## Сюжет
Игра повествует о молодом ученике, который был воспитан старым магом и послан в академию «Авенкаст» закончить изучение искусств магии. Игрок берёт под контроль героя, когда он стоит на пороге подготовки к окончательному экзамену. Выполнив требования учителей, ученик один отправляется в Кристальные Гроты, где он должен найти свой единственный кристалл, сдав таким образом заключительный экзамен.
По возвращении в академию, герой застаёт разрушенный Авенкаст: везде царит разрушение, все люди мертвы. За ним начинают погоню монстры, но ему удаётся достигнуть убежища внутри академии, где несколько выживших забаррикадировались. Это отправная точка для основной части истории, где он выяснит своё происхождение, попадёт в прошлое, посетит страну фей и найдёт зачинщика вторжения академии.

## Геймплей
Основное действие в игре — убийство врагов. Их можно уничтожать двумя способами: магическими заклинаниями и простыми ударами. В свою очередь, магическая система разделена на три ветки: заклинания силы (ближний бой), заклинания мудрости (дальний бой, покрывающие площадь заклинания) и заклинания вызова (создание помощников). Их активирование происходит с помощью нажатий последовательности кнопок. Заклинания первого уровня произносятся нажатием трех кнопок, потребляют мало маны, с увеличением мощности последовательность удлиняется, мана сжигается быстрее. Также доступны три клавиши быстрого доступа, на которые можно назначить магический предмет в инвентаре (кристалл, зелье) или заклинание. Простая силовая атака посохом производится кликом левой кнопки мыши. С помощью правой кнопки мыши персонаж стреляет обычными файрболами, пробел отвечает за перекат, shift — за уклонение от ударов. За движение персонажа отвечает раскладка WASD.
Повергая врагов, игрок получает опыт. За каждый уровень даётся 10 очков, которыми улучшаются характеристики персонажа и покупаются новые заклятья. Собирая лут и обыскивая контейнеры ученик находит различные вещи — зелья восстановления здоровья и маны, записки, мантии, посохи, части доспехов, браслеты. Одежда, кроме улучшения защиты, может улучшить или ухудшить некоторые характеристики. Вещи продаёт гном-продавец, при выполнении его первой просьбы он дарит игроку свиток вызова его двойника.
Ученик ориентируется в пространстве с помощью миникарты, указывающей на цели квестов и на некоторые ключевые места.
По сравнению с классическими RPG, A: RotM содержит довольно малое количество побочных квестов, но имеет множество логических задач, квестовых элементов и головоломок.

## История разработки
Изначально Avencast была любительской разработкой студии до его основания. Планировалось создать клон ролевой игры Diablo с геймплейными элементами других популярных игр. Avencast был закончен через четыре года разработки, и она стала дебютной работой студии, команда которой, в большинстве, не отличалась большим опытом разработки игр. Основной код движка написал CEO студии на языке C++.
Через некоторое время после релиза, разработчики выложили в Интернет инструментарий разработки, позволяющий создавать новые уровни или изменять контент игры.

## Реакция общественности
| Сводный рейтинг       | Сводный рейтинг |
| Агрегатор             | Оценка          |
| --------------------- | --------------- |
| GameRankings          | 70,17 %         |
| MobyRank              | 67/100          |
| Иноязычные издания    |                 |
| Издание               | Оценка          |
| 4Players              | 81/100          |
| GameSpot              | 7,5/10          |
| GamesRadar+           | 4/10            |
| GameZone              | 78/100          |
| IGN                   | 7/10            |
| RPGFan                | 81/100          |
| WorthPlaying          | 6,5/10          |
| Gameswelt             | 73/100          |
| Русскоязычные издания |                 |
| Издание               | Оценка          |
| Absolute Games        | 53 %            |
| «Игромания»           | 7,0/10          |

Игра была воспринята прессой неоднозначно. Высокие оценки A: RotM заслужила благодаря продвинутой системе магии и боев, многочисленным головоломкам и визуальному стилю. Низкие и средние оценки игра получила из-за проблем с интерфейсом, производительностью, слабого сюжета, вторичности геймплея и устаревшей графики. Самым спорным моментом в обзорах послужила особенность произношения заклинаний.

Но главная беда — не в тощем кошельке. Какая разница, сколько долларов, евро или рублей ушло на рисование пикселей и отладку кода, если в итог многолетних стараний неинтересно играть? Разработчикам хорошо и приятно, они отмечают дебют на мировом рынке и смотрят на детище рук своих через розовые очки, не замечая дерганую анимацию, усыпляющий дизайн и отсутствие мультиплеера. Счастливые люди!— AG.ru, 53%

Может показаться, что австрийцы выпустили свою игру некстати. Но на самом деле их единственным прямым конкурентом является Hellgate: London (которому Avencast, безусловно, проигрывает в масштабе, бюджете и качестве исполнения). Пока поклонники CRPG празднуют пришествие The Witcher и аддона к Neverwinter Nights 2, любители action/RPG грустят. Так вот, Avencast именно им и адресован.— Игромания, 7,0/10

Если вы ищете короткое, весёлое, одиночное путешествие через магический мир на вашем ПК, эта игра будет отличным выбором для удовлетворения этой потребности. Мы были и до сих пор восхищены первой крупной работой ClockStone. И они должны поздравить себя за хорошо выполненную работу.
Оригинальный текст (англ.)If you're looking for a short, fun, single-player romp through magical realms on your PC, this game is a great choice to satisfy that urge. We were, and still are, impressed with ClockStone's first major release. And they should be congratulating themselves on a job well done.
— RPGFan, 81/100

Хотя Avencast: Rise of the Mage дрыхнет на прилавках с осени прошлого года, она заслуживает более пристального внимания. Некоторые проблемы боевой системы и интерфейса огораживают игру от достижения классического статуса, но всё-таки её увлекательность и значительные новаторства, привнесённые в поджанры RPG, оценит любой фанат ролевых игр, жаждущий свежих идей.
Оригинальный текст (англ.)Although Avencast: Rise of the Mage hit stores with barely a whimper last fall, it deserves more attention. Some of the combat and interface problems keep the game from reaching classic status, but it's still an entertaining and often innovative take on RPG subgenres that will reward any role-playing fan who seeks it out.
— GameSpot, 7,5/10